# سلی اوک
سلی اوک (به انگلیسی: Selly Oak) یک حومه شهر در بریتانیا است که در Birmingham واقع شده‌است.